# Саут-Норфолк
Саут-Норфолк (Южный Норфолк, англ. South Norfolk) — неметрополитенский район (англ. Non-metropolitan district) в графстве Норфолк (Англия). Административный центр — община Лонг-Страттон.

## География
Район расположен в юго-восточной части графства Норфолк, граничит с графством Суффолк.

## Состав
В состав района входит 3 города:
- Дисс
- Реденхолл-уит-Харлстон
- Уаймондхэм

и 116 общин (англ. Civil parish).